# Zoran Mamić
Zoran Mamić (* 30. September 1971 in Bjelovar) ist ein ehemaliger kroatischer Fußballspieler. Bei der Fußball-Weltmeisterschaft 1998 war er im Kader der kroatischen Fußballnationalmannschaft. Er war langjährig Sportdirektor und auch Trainer von Dinamo Zagreb.

## Spielerkarriere
In Kroatien spielte er für Dinamo Zagreb. Internationale Erfahrung sammelte er während seiner Zeit in Deutschland in der ersten und zweiten Bundesliga. Zunächst spielte er für den VfL Bochum, dann für Bayer 04 Leverkusen. Nach einem zweiten Gastspiel beim VfL Bochum wechselte Mamic 2001 nach 82 Bundesligaspielen in die zweite Bundesliga zur SpVgg Greuther Fürth. Zwei Jahren in Fürth folgten jeweils eine Saison beim LR Ahlen und bei Eintracht Trier; insgesamt absolvierte Mamic noch 99 Spiele in der zweiten Bundesliga. Seine Karriere beendete er im März 2007 wieder bei Dinamo Zagreb.

## Trainerkarriere
Nach seiner aktiven Laufbahn wurde er Sportdirektor bei Dinamo Zagreb, bei dem sein Bruder Zdravko Mamić Präsident war. 2013 wurde Zoran Mamić auch Trainer von Dinamo und wurde 2014 und 2015 kroatischer Meister.
Im Sommer 2015 wurden Zoran und Zdravko Mamić von der kroatischen Polizei festgenommen und in Untersuchungshaft genommen. Ihnen wurde vorgeworfen, sich bei Spielerverkäufen bereichert und Steuern hinterzogen zu haben; so soll er beim Transfer vom Luka Modrić „insgesamt rund 15 Millionen Euro veruntreut und 1,5 Millionen Euro an Steuern hinterzogen“. Im Juni 2018 wurde Mamić als Komplize seines Bruders Zdravko Mamić wegen Steuerhinterziehung bei Spielertransfers zu einer vierjährigen Haftstrafe verurteilt. Nach der Bestätigung der Strafe durch den Obersten Gerichtshof Kroatiens trat Mamić Mitte März 2021 von seinem Trainerposten bei Dinamo Zagreb zurück. Mamić entzog sich aber der Inhaftierung und floh nach Bosnien und Herzegowina, dessen Staatsangehörigkeit er neben der kroatischen besitzt. Mamić konnte erst am 19. Mai 2021 im herzegowinischen Međugorje festgenommen werden.

## Erfolge als Spieler
- 1993, 1996, 2006 und 2007 Kroatischer Meister mit Dinamo Zagreb
- 1994, 1996 und 2007 Kroatischer Pokalsieger mit Dinamo Zagreb
- 1999 und 2000 Deutscher Vizemeister mit Bayer 04 Leverkusen
- 2006 Kroatischer Supercup-Sieger mit Dinamo Zagreb

## Erfolge als Trainer
- 2014, 2015, 2016 und 2020 Kroatischer Meister mit Dinamo Zagreb
- 2015 und 2016 Kroatischer Pokalsieger mit Dinamo Zagreb
- 2019 Meister in den Vereinigten Arabischen Emiraten mit Al-Ain FC